# Geograpsus severnsi
Geograpsus severnsi (лат.) — вид вымерших наземных крабов из семейства Grapsidae. Вымер в период колонизации Гавайских островов. Первый документированный пример вымирания крабов в современную эпоху.

## Распространение
Экземпляры вида G. severnsi были обнаружены на нескольких Гавайских островах, включая Гавайи (Большой остров), Мауи, Оаху и Кауаи. Они были найдены вдали от берега (более 2 км), на внутренней территории островов и на высоте до 950 м.

## Описание
Вид Geograpsus severnsi вероятно был крупнейшим представителем своего рода. Основываясь на размерах отдельных стернитов, авторы описания предполагают, что ширина его карапакса (головогруди) могла составлять до 66 мм. Большинство найденных экземпляров были самцами, но это скорее связано с поведенческими отличиями между самками и самцами, а не с экстремальным соотношением полов. То же самое наблюдалось на Острове Вознесения (Атлантический океан) у вида Johngarthia lagostoma, у которого самки гибнут во время репродуктивной миграции. Новый вид предположительно был хищником и, вероятно, питался насекомыми, моллюсками и яйцами птиц. За пределами рода Geograpsus нет настоящих наземных крабов на Гавайях; единственным известным примером служит вид Chiromantes obtusifrons, который проникает только на 50 м в глубь острова и до 10 в высоту от уровня моря.

## Систематика
G. severnsi это один из 5 видов рода Geograpsus (G. grayi, G. crinipes, G. stormi, G. lividus). Более всего он напоминает вид Geograpsus grayi, обнаруженный в западной части Индийского океана на островах Line Islands and Marshall Islands. Гавайские зоологи знали о существовании Geograpsus severnsi с середины 1970-х годов, но только в 2011 году он был формально описан, как голоценовый вид. Видовое название severnsi было дано в честь Mike Severns, открывшего пещеру Pu’u Naio Cave (остров Мауи) с остатками этих крабов.